# Desnivel
Desnivel es una revista española del montañismo.

## Historia
Desnivel fue fundada en 1981 por Darío Rodríguez y Enrique Bullón. La revista se publica mensualmente en Madrid. Temáticamente montañismo (Pirineus, Alpes), expediciones (Himalaya, Andes, Alaska), escalada (península ibérica) y la historia del alpinismo son tratados.

## Editorial Desnivel
En la editorial Desnivel se publican junto a libros (biografías, guías) y la revista Desnivel, dos nuevas revistas: Escalar (escalada deportiva) y Grandes Espacios (excursionismo).